# 国立病院機構四国こどもとおとなの医療センター
独立行政法人国立病院機構四国こどもとおとなの医療センター（どくりつぎょうせいほうじんこくりつびょういんきこうしこくこどもとおとなのいりょうセンター）は、香川県善通寺市にある医療機関。独立行政法人国立病院機構が運営する病院である。政策医療分野における循環器病、成育医療の基幹医療施設、がん、精神疾患、免疫異常、重症心身障害、内分泌・代謝性疾患、感覚器疾患、血液・造血器疾患、肝疾患の専門医療施設である。香川県の災害拠点病院の一つであり、DMATチームを持つ。四国こどもとおとなの医療センター附属善通寺看護学校、香川県立善通寺支援学校(病弱教育)を併設。

## 沿革

### 善通寺病院

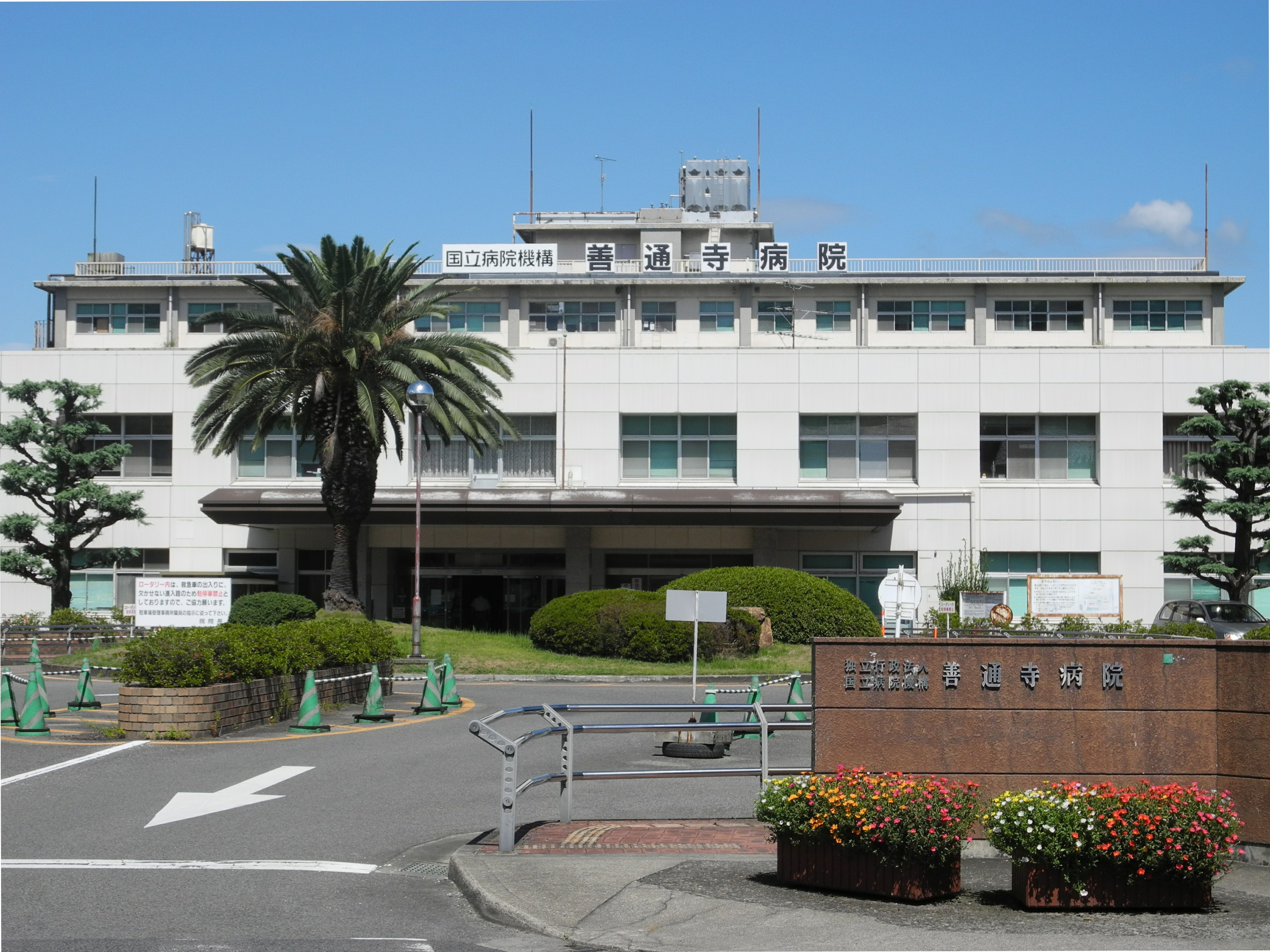
国立善通寺病院時代

- 1897年7月 - 善通寺丸亀陸軍衛戍病院として開設。
- 1936年12月 - 善通寺陸軍病院と改称。
- 1945年12月1日 - 陸軍省から厚生省に移管、国立善通寺病院として発足
- 2001年1月6日 - 厚生労働省に移管。
- 2004年4月1日 - 独立行政法人国立病院機構発足に伴い、国立病院機構善通寺病院に改称。

### 香川小児病院
- 1897年11月 - 第11師団衛戍病院として創設。
- 1945年12月1日 - 厚生省に移管、国立善通寺病院伏見病院として発足
- 1956年10月 - 国立善通寺病院から分離独立、国立香川療養所に改称。
- 1975年4月 - 国立療養所香川小児病院に改称。
- 2001年1月6日 - 厚生労働省に移管。
- 2004年4月1日 - 独立行政法人国立病院機構に移管、国立病院機構香川小児病院に改称。
- 2005年12月1日 - 総合周産期母子医療センターの指定を受ける。

### 四国こどもとおとなの医療センター
- 2013年5月1日 - 善通寺病院の地に新病院を建設し、両病院を統合。新病院は47科689床となった。

## 理念・方針
成育医療と成人医療の融合
- 1. 胎児・新生児から老人まで医療を必要とする全ての人に安心・安全で高度な医療を提供する
- 2. 一日24時間、年間365日を通して全ての人を受け入れる
- 3. 職員一人ひとりが幸せだと思える病院

## 診療科
- 内科
- 精神・神経科
- 消化器内科
- 循環器内科
- 小児科
- 外科
- 整形外科
- 脳神経外科
- 呼吸器外科
- 心臓血管外科
- 皮膚科
- 泌尿器科
- 産婦人科
- 眼科
- 耳鼻咽喉科
- リハビリテーション科
- 放射線科
- 麻酔科

## 医療機関の指定等
- 香川県総合周産期母子医療センター
- 小児救命救急センター
- 地方循環器病センター
- がん診療施設
- 救急告示病院
- 広域救護病院
- 香川県災害拠点病院
- エイズ拠点病院
- 臨床研修指定病院
- 日本小児科学会専門医制度研修施設
- 日本周産期・新生児医学会基幹研修施設
- 日本血液学会認定医制度研修施設（小児科）
- 日本アレルギー学会認定教育施設（小児科）
- 日本内分泌学会認定教育施設（小児科）
- 日本小児神経学会小児神経科専門医研修施設
- 日本小児循環器学会小児循環器専門医修練施設
- 日本精神神経学会精神科専門医制度研修施設
- 日本胸部外科学会認定医制度関連施設
- 日本整形外科学会専門医制度研修施設
- 日本脳神経外科学会専門医認定制度研修施設
- 日本外科学会外科専門医制度修練施設
- 日本小児外科学会認定制度研修施設
- 日本眼科学会専門医制度研修施設
- 日本麻酔科学会研修施設（指導病院）
- 日本人類遺伝学会臨床細胞遺伝学認定士制度研修施設
- 厚生労働省薬剤師実務研修事業研修施設
- 日本がん治療認定医機構認定研修施設
- 小児血液・がん専門医研修施設
- 日本感染症学会連携研修施設

## 周辺の施設
- 善通寺
- 農業・食品産業技術総合研究機構近畿中国四国農業研究センター四国研究センター

## 交通アクセス
- JR四国土讃線善通寺駅下車、徒歩約25分。
- 善通寺インターチェンジより車で約10分
- 市民バス（空海号）「四国こどもとおとなの医療センター前」バス停下車

## 不祥事・医療ミス・医療事故
- 2017年9月13日 - 小児科の男性医師（32歳）が、7月24日、個室病室で感染症のため入院していた女児（5歳）を診察中、胸などを舐めた。8月24日、香川県警は男性医師を強制わいせつの疑いで逮捕[1]。また、服を脱がせて体を触りスマートフォンで撮影した疑いで、9月13日、強制わいせつと児童買春・ポルノ禁止法違反の疑いで再逮捕。押収した男性医師のスマホから他の複数の女児の画像も見つかっており、捜査を進める。男性医師は「同じようなことを今までもした」と容疑を認めている。男性医師は入院患者の女児の体を舐めたとして強制わいせつ罪で13日、起訴された[2]。2018年1月15日、高松地方裁判所は患者の女児11人に対し、下腹部をスマートフォンで撮影するなどしたとして、強制わいせつなどの罪に問われた元男性医師に、懲役2年6月（求刑懲役3年）の実刑判決を言い渡した[3]。